# 繼業者
繼業者（希臘語：διάδοχοι），泛指繼承人。在泛希臘歷史中，專指亞歷山大大帝死後，他的繼業者和繼業者的兒子（ἐπίγονοι）們為爭奪亞歷山大所留下的廣大領土而陷入一連串紛爭的時期，而從前323年亞歷山大逝世開始，到皮洛士前272年逝世為止又稱為繼業者時代。另外，這段時期也是古希臘歷史中希臘化時期的開始。

## 巴比倫分封協議（前323年）
當亞歷山大大帝卒於前323年6月10日，他留下了一個龐大的帝國，包含着很多實質上是獨立的領土。他的马其顿帝国從他的家鄉馬其頓與他父親腓力二世所征服的希臘城邦，一直伸展到巴克特里亞及印度，也包括小亚细亚、黎凡特、埃及、叙利亚、巴比倫尼亞、波西斯、米底亚、帕提亚、巴克特里亚、马尔吉安那、索格狄亚那、阿拉霍西亚、德兰吉亚那、格德罗西亚。
由於亞歷山大死非其時，將領們對由誰來繼承有所爭議。墨勒阿革洛斯及步兵團支持由亞歷山大同父異母的哥哥阿里達烏斯繼位，而騎兵派代表佩爾狄卡斯，則要求等待王后羅克珊娜生下亞歷山大的遺腹子再作決定。他們最終協議先由阿里達烏斯（即腓力三世）當國王，若羅克珊娜生下的是男嬰則與腓力共同管治，佩爾狄卡斯為整個帝國的攝政，墨勒阿革洛斯則是佩爾狄卡斯的助手。羅克珊娜不負所望生下一名男嬰，該嬰孩成為亞歷山大四世。不久，佩爾狄卡斯謀殺了墨勒阿革洛斯及其他步兵將領，奪取了全部大權。
其他支持佩爾狄卡斯的騎兵將領在巴比倫分封協議中得到回報，成為帝國中各個省的省督。

## 希臘叛亂（前323年－前322年）
與此同時，當亞歷山大的死訊傳到希臘時，引發了一場叛亂，稱為拉米亞戰爭。列昂納托斯在為帝國歐洲統帥安提帕特解圍之時被殺。安提帕特在監國克拉特魯斯的支援下平定了雅典人。在拉米亞戰爭的同時，帝國東部也發生叛亂，卡帕多細亞也爆發戰爭，分別被培松及佩爾狄卡斯所平定。

## 馬其頓的鬥爭（前298年－前285年）
之後十多年的大事大都多環繞着馬其頓的宮廷鬥爭。卡山德死於前298年，他的兒子安提帕特二世及亞歷山大五世都很庸懦。在與哥哥爭執後，亞歷山大五世招引來德米特里。德米特里當時仍控制着賽普勒斯、雅典和伯羅奔尼撤及很多愛琴海小島，他與伊庇魯斯摩羅西亞國王皮洛士迅速從卡山德的兄弟手中奪取不少馬其頓王國控制的領土。皮洛士攻佔安布拉基亞（現今的萊夫卡斯）後，德米特里在前294年攻入馬其頓、殺死亞歷山大五世、並奪得馬其頓的控制權，成為馬其頓國王。安提帕特二世成功出逃，但後來卻被利西馬科斯所殺。
當德米特里鞏固他在希臘大陸的控制，他的邊遠領土又被利西馬科斯、塞琉古及托勒密侵佔。利西馬科斯重奪西安那托尼亞德米特里據點，塞琉古取去奇里乞亞，而托勒密則重奪賽普勒斯、東奇里乞亞。不久，德米特里開始大舉舉兵，準備奪回他父親的失土，其他繼業者再度停止爭吵，組成反德米特里聯盟。因德米特里的馬其頓王国遭到利西馬科斯及皮洛士聯合攻擊，且德米特里軍也大批叛離，於是在前287年，德米特里讓兒子安提柯二世看管着希臘，自己則帶一支軍隊往東朝利西馬科斯的小亞細亞領土發動攻擊。雖然開始時贏幾仗，但遭到利西馬科斯之子阿加托克利斯率軍包夾，最終德米特里在前286年兵敗敘利亞，被塞琉古俘虜及幽禁，直至逝世。

## 利西馬科斯與塞琉古之爭（前285年－前281年）
雖然利西馬科斯與皮洛士──在德米特里被幽禁但仍在生時──曾合力在將安提柯二世逐出色薩利及雅典，但他倆的關係隨即破裂，利西馬科斯將皮洛士逐出馬其頓，獨自統領馬其頓全境。埃及亦發生宮廷鬥爭。托勒密決定讓幼子小托勒密繼承王位而非較年長的托勒密·克勞諾斯。克勞諾斯逃往塞琉古處。老托勒密在前282年安然去世，王位由小托勒密繼承，是為托勒密二世。
未幾，利西馬科斯犯一個致命的錯誤，前282年他受王后阿爾西諾伊二世唆擺殺害自己的繼承人阿加托克利斯。阿加托克利斯的妻子呂珊德拉逃亡到塞琉古那裡。塞琉古於是趁著利西馬科斯內部紛爭之刻向其宣戰。塞琉古在任命兒子安條克為亞洲領土的統治者後，於前281年在呂底亞的庫魯佩迪安戰役打敗並殺死利西馬科斯，但塞琉古勝利的喜悅並不長久，因他幾乎是馬上便被托勒密·克勞諾斯謀殺。謀殺的原因仍不大清楚，但克勞諾斯成為馬其頓的新國王卻是肯定的。

## 凯尔特人入侵（前285年－前275年）
克勞諾斯在位時間也不很長。利西馬科斯之死讓多瑙河下游平原邊境的「野蠻」凯尔特人有機可乘，凯尔特人旋即橫衝直撞地穿過馬其頓及希臘，入侵小亞細亞。克勞諾斯被入侵者所殺。經過數年動亂後，安提柯二世以赫勒斯滂海峡擊败凯尔特人的餘威進入馬其頓，打敗其他競爭者當上馬其頓國王，收拾馬其頓的亂局。在亞洲，塞琉古的兒子安條克一世也要設法對付凱爾特人。凱爾特人來到安那托尼亞的弗里吉亞東部定居，成為日後的加拉太人。

## 皮洛士最後一搏（前274年－前272年）
儘管安提柯二世登上馬其頓王位，凱爾特人肆虐的結果和連年的混亂無疑讓馬其頓本土相當疲憊，國力低落。雖然安提柯短暫恢復了馬其頓的秩序，但隨後在前274年皮洛士從義大利撤退回來，再度把戰火帶入馬其頓，他入侵馬其頓並在一場戰役中徹底擊敗了安提柯二世，再一次攫取了馬其頓。然而，安提柯因為還擁有艦隊以及一些馬其頓、希臘沿海城市，於是皮洛士以希臘解放者名義南下希臘，希望透過此舉能讓希臘城邦加入其陣營，提供艦隊。
前272年，一個被放逐的斯巴達王族克利奧尼穆斯請求皮洛士幫助他奪取斯巴達的王位，皮洛士答應了他的請求，計劃藉此機會奪取伯羅奔尼撒。但是出乎其預料，斯巴達對他的進攻進行了堅決的抵抗。適逢鄰近的城邦阿爾戈斯內亂，皮洛士遂轉而偷襲該城。當他率軍進入城市後，卻意外地陷入了巷戰中。在一片混亂之中，有一個老婦人從屋頂上用一塊磚石砸暈了皮洛士，使得他莫名其妙地死於阿爾戈斯士兵之手。皮洛士的意外死亡結束了馬其頓連年戰亂的局面，至此，在亞歷山大大帝死後約半個世紀，終於確立了三大繼業者王國的格局和區域秩序。托勒密王朝統治埃及、名為柯里敘利亞的南敍利亞、及小亞細亞南岸的多處領地，安條克一世統治塞琉古帝国遼濶的亞洲領土，而馬其頓及希臘──除了埃托利亞同盟、斯巴達、及其他一些城邦外──則歸於安提柯王國。亞歷山大之繼業者們爭霸不息的時期至此告終。

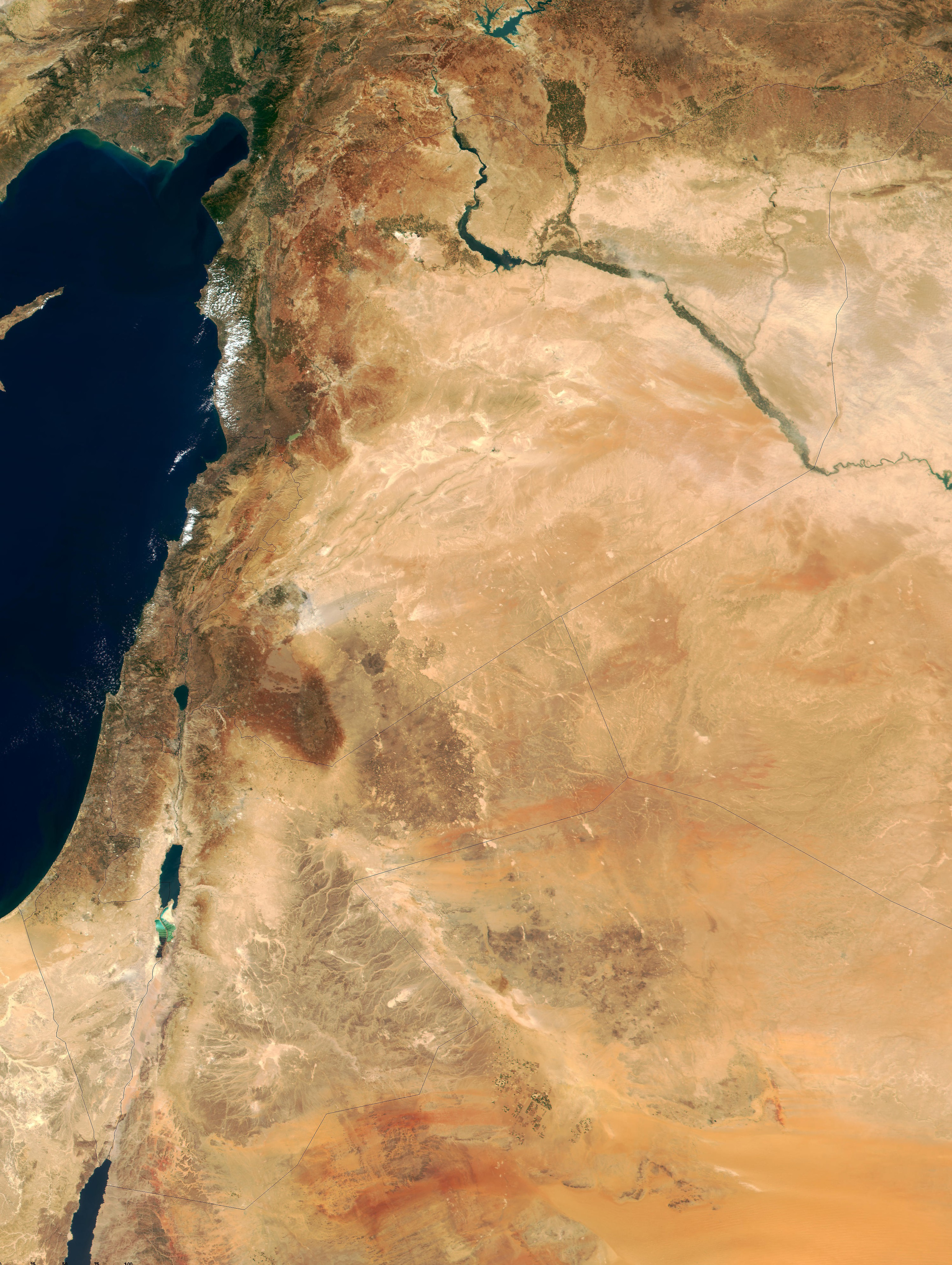
柯里敘利亞

## 敘利亞戰爭（前274年－前101年）
這個劃分持續約一個世紀，但在東方之後的百年間，塞琉古帝國與托勒密王國為爭奪柯里敘利亞大大小小打了多場戰爭，稱為敘利亞戰爭。連年戰禍使兩國財力枯歇，並最終導致塞琉古帝國毀於羅馬共和國及安息帝国之手，而托勒密王國也被羅馬帝国吞併。

## 继业者国家的结局
在三次馬其頓戰爭後，安提柯王國在前168年亡於羅馬共和國之手。塞琉古帝国不停地被安息帝国蚕食东部大片领土，殘餘的政權苟存於敘利亞，直至前64年被龐培终结。托勒密王朝在亞歷山卓拖延得長一點：埃及在埃及豔后掌權末期的前30年落於羅馬奥古斯都手中。